# Château de Médan

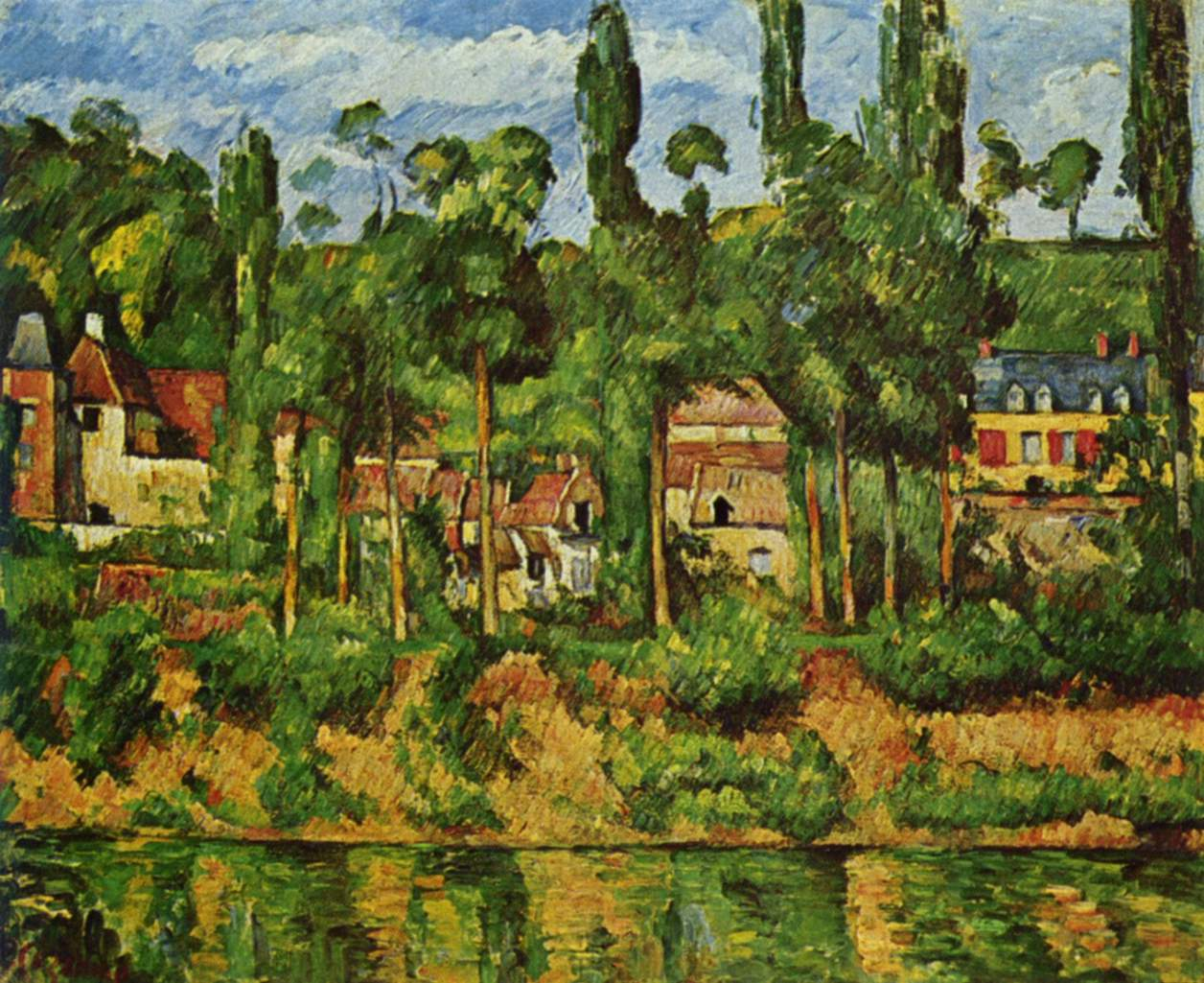
Le château de Médan peint par Paul Cézanne (Art Gallery and Museum, Glasgow)

Le château de Médan est un château privé situé à Médan, dans les Yvelines.

## Histoire
La structure d'origine, qui remonte au IXe siècle, a servi de base à la construction d'un pavillon de chasse à la fin du XVe siècle, converti au XVIe siècle en château pour la famille Perdriel. Du fait du mariage de Pernette Perdriel avec Jean I Brinon, il passe dans la famille de Brinon, et devient la demeure du mécène de Pierre de Ronsard, Jean II Brinon, fréquentée par les poètes de la Pléiade.
Plus tard, Henri IV venait y chasser et y séjourner. Jean Bourdin, chambellan d'Henri IV ajoute la ferme vers 1635.
Le château est agrandi au cours du XVIIIe siècle. Entre 1750 et 1777 la famille Gilbert de Voisins y ajoute une longue aile, qui regarde la vallée, qui sera reconstruite en 1873 par le baron de Dalmas. Le dernier seigneur fut guillotiné le 25 brumaire An II, ses terres et le château furent vendus.
Maurice Maeterlinck, Prix Nobel de littérature, habita le château à partir de 1924. Il y écrivit La Vie des Termites, L'Araignée de verre et y fit jouer L'Oiseau bleu. En 1949, son épouse abandonne le château qui est endommagé par un incendie en 1956 puis laissé à l'abandon.
En 1962, le quotidien Combat s'y installe jusqu'à sa faillite en 1974. Vendu aux enchères en 1977, dans un état d'abandon, il a été restauré par ses propriétaires actuels qui y demeurent. Il est ouvert aux visites sur rendez-vous.
Paul Cézanne a peint trois tableaux représentant le château, un quatrième de la campagne médanaise et réalisé de nombreux dessins. Le Château de Médan est conservé par la Collection Burrell de Glasgow.
Le château est inscrit à l'inventaire supplémentaire des monuments historiques depuis 1926,,,.
C'était le château de Boris Williams, interprété par François Chaumette, dans le feuilleton français Belphégor ou le Fantôme du Louvre en 1965.